# ターナレーン駅
- タナレーン駅
- タナレン駅

ターナレーン駅（ターナレーンえき）は、ラオスのヴィエンチャン都ハートサーイフォング郡にある貨物駅である。

## 概要
ターナレーン駅は、メコン川に架かるタイ＝ラオス友好橋上の国境から5.2km離れた場所にあるラオス側の国境駅である。ビエンチャン駅からは約20km。ラオスは本駅を通るメーターゲージの線路上を走行できる鉄道車両を保有していないため、乗り入れる車両は全てタイ国鉄が保有する車両である。
タイのNEDAによる、タイ・ラオス鉄道建設プロジェクトとして建設され、ヴィエンチャン市街地方面への延伸も完成した。2023年10月30日、ヴィエンチャン駅の開業式典が行われた。正式運用に入る2024年7月より、ターナレーン駅は貨物専用駅となり、全旅客列車は通過している。

## 歴史
- 2009年3月5日 【開業】ノーンカーイ駅 - ターナレーン駅 (6.15km)
- 2023年10月30日 【開業】ターナレーン駅 - ヴィエンチャン駅 (7.5km)
- 2024年7月  ヴィエンチャン駅の運営開始により、貨物専用駅となった

## 旅客駅

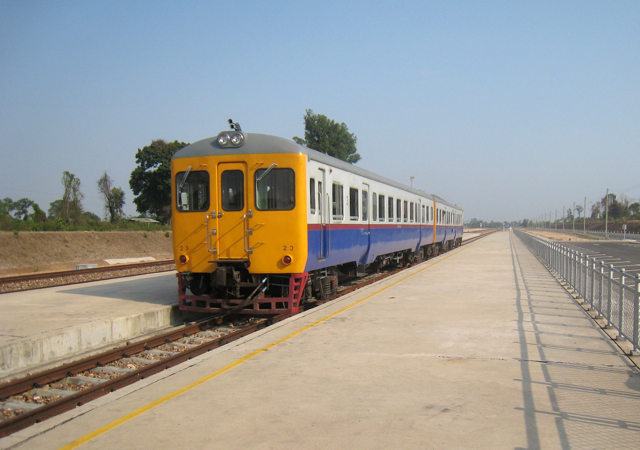
旅客駅構内

2009年3月5日より2024年7月までは、旅客駅としても利用されていた。地上駅であり、旅客用としては単式及び島式1面の複合型ホーム2面2線を有する。駅舎は単式ホームに面している。旅客向けの出入国審査設備があり、ラオスからタイ側へ向かう鉄道利用者の出国手続き及び、タイ側からラオスへ向かう利用者の入国手続きを行う。駅舎とは旅客用ホームを挟んで反対側、構内東側には数本の側線がある。

## タナレーン・ドライポート
2019年8月よりタイとの間で国際貨物輸送が開始された。
2020年7月、タナレーン駅北側、約1kmの場所にて、総合物流施設であるヴィエンチャン・ロジスティクスパーク (Vientiane Logistics Park)、鉄道コンテナ貨物と、タイ＝ラオス友好橋で貨物自動車により運ばれる貨物を取り扱うドライ・ポート、コンテナヤード、通関施設であるタナレーン・ドライポート (Thanaleng Dry Port) が着工された。
2021年12月、タナレーン・ドライポートが正式に開業した。2022年7月1日、タナレーン・ドライポートにて、中国ラオス鉄道との貨物積み替え設備が完成した。ラオス中国鉄道は標準軌、タイ側はメーターゲージであるため、コンテナ等を積載した貨車はそのまま乗り入れはできないため、タナレーンで貨物を積み替える必要がある。ドライポート内にはタイ＝ラオス友好橋を通過する貨物自動車専用の国境検問所が設置され、通関手続きが行われている。
中国の昆明方面と、タイのレムチャバン港を結ぶ、貨物物流の結節点となる。2022年8月、マレーシアのクアラルンプールと直結する試運転列車が運行された。

## 駅周辺
- タイ＝ラオス友好橋・ラオス側入口（道のり3.8km）
- ヴィエンチャン・ロジスティックス・パーク、ターナレーン・ドライポートまで約1km[9]

## 将来計画
2010年11月、ラオスとタイの当局者は、当駅からビエンチャンまでの共同延長プロジェクトが見直されたことを確認した。代わりに、タイと中国の政府がサポートするノンカイと昆明を結ぶ中国ラオス鉄道プロジェクトで、ビエンチャンに近いメコン川に架かる新しい橋の建設が行われる。プロジェクトを見直した後、ラオス当局者は中国ラオス鉄道のビエンチャン南駅に隣接するターナレーン駅をタイ＝ラオス友好橋を渡る貨物列車のターミナルに改造することを決定した。プロジェクトが完成すると、貨物はバンコクからラオスまで、道路輸送よりも低コストで輸送できるようになる 。